# Sportpark De Kalkwijck
Sportpark de Kalkwijck is een sportpark gelegen ten zuiden van Sportcentrum De Kalkwijck in de gemeente Midden-Groningen en omvat naast een verscheidenheid aan sportvelden ook een zwembad en een tweetal sport- en evenementenhallen. Er is ruimte voor diverse sportverenigingen.

## Sportverenigingen
Op de velden:
- Goorecht - korfbal
- HS'88 - voetbal
- LTC de Kalkwijck - tennis
- MHC Dash - hockey
- VV Hoogezand - voetbal

Onder dak (hal/bad):
- Bahosa - badminton
- De Watervrienden - zwemmen
- D.F.S. Velu - turnen (omnivereniging)
- Krathos - volleybal
- Typhoons - basketbal
- Z&PC de Inktvis - zwemmen